# Cathode-ray tube amusement device
Vous lisez un « bon article » labellisé en 2016.
Le Cathode-ray tube amusement device (dispositif de jeu à tube cathodique) est un jeu électronique interactif inventé en 1947 par les physiciens Thomas T. Goldsmith Jr. et Estle Ray Mann. Il simule un tir d'artillerie contre des cibles dessinées sur un film plastique posé sur l'écran d'un oscilloscope. Par l'intermédiaire de boutons et d'interrupteurs, le joueur influe sur la trajectoire du tir, qui se courbe sur sa fin grâce au tube cathodique. Les deux inventeurs construisent le Cathode-ray tube amusement device avec du matériel électronique analogique en s’inspirant du fonctionnement des radars sur lesquels Goldsmith a travaillé pendant la Seconde Guerre mondiale. Ils le brevètent en 1948, ce qui en fait le premier brevet déposé pour un jeu électronique. Seul un prototype est cependant fabriqué, et celui-ci n’est pas médiatisé, ce qui explique l’absence d'impact de l'invention sur l'industrie vidéoludique. Les spécialistes le considèrent comme le plus ancien jeu électronique connu et comme le premier à proposer des graphismes avec un affichage électronique. À ce titre, il est considéré comme un précurseur dans la genèse et l'histoire du jeu vidéo. Il est cependant purement analogique et ne fonctionne pas sur un ordinateur, ce qui l’exclut de la plupart des définitions d’un jeu vidéo.

## Fonctionnement

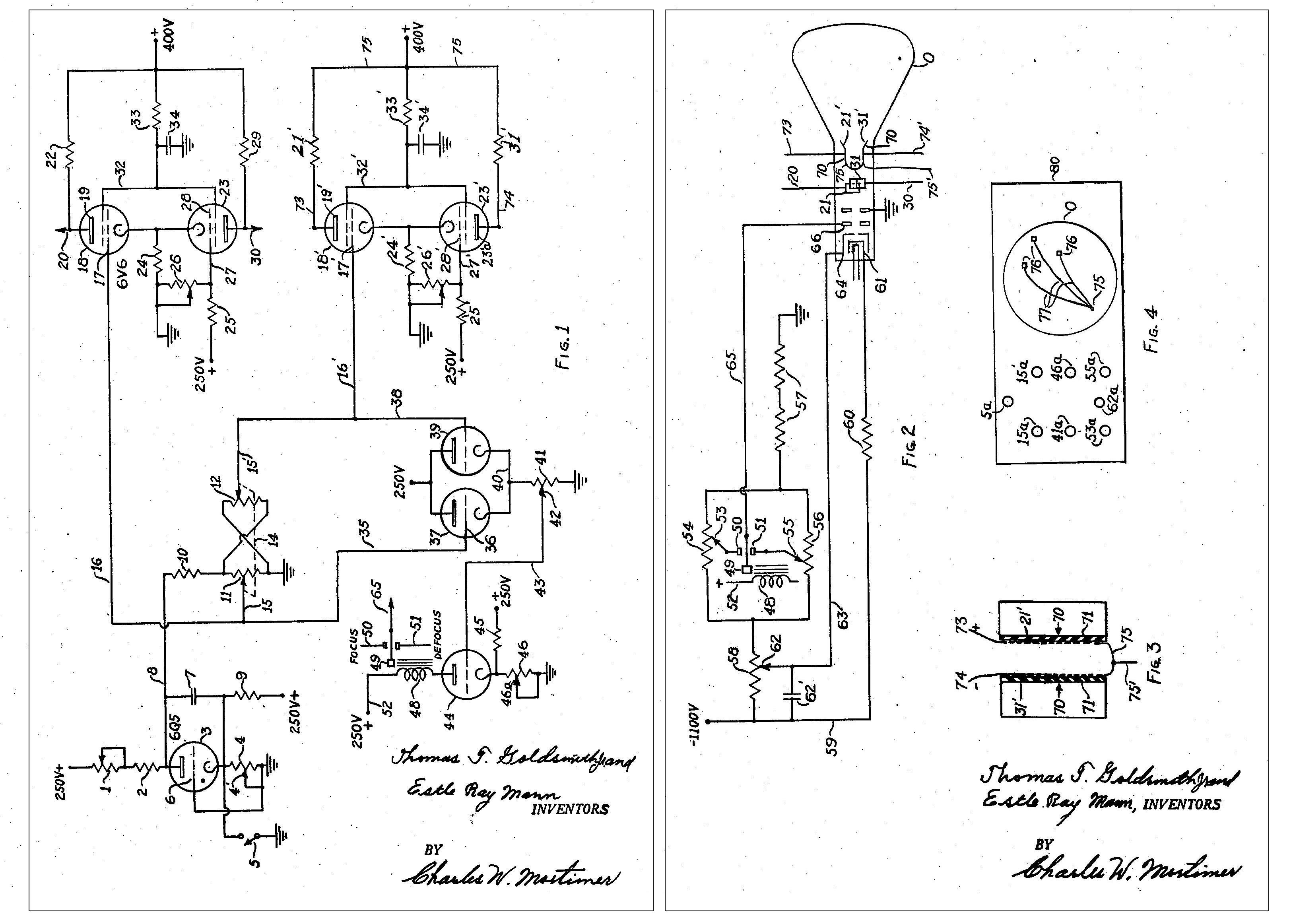
La composition du Cathode-ray tube amusement device est purement électronique analogique.

Le Cathode-ray tube amusement device est constitué d'un tube cathodique relié à un oscilloscope. Il est également équipé d’une série de boutons et d'interrupteurs. Il n’est constitué que de composants d’électronique analogique : il n’exécute pas de programme et n’utilise pas de dispositif numérique ou de mémoire. Il intègre des tubes électroniques, dont notamment six triodes 6Q5 et six tétrodes 6V6. Le tube cathodique projette un point sur l'écran d'affichage, ce qui crée un arc parabolique si le joueur active un interrupteur. Ce faisceau très fin représente la trajectoire d'un obus d'artillerie. Sur l'écran est placé un film plastique transparent sur lequel sont représentés des objets comme des avions. À la fin de la trajectoire du faisceau, le joueur appuie sur un bouton et, si cela correspond à la position connue des avions,, le point disparaît puis réapparaît plus gros et flouté, ce qui représente une explosion et le dispersement de la cible. Ceci représente également l'explosion d'une bombe comme si elle était déclenchée à retardement. Le but du jeu est donc de faire disparaître le faisceau à l'intérieur d'une cible. Avant que le faisceau ne commence à se courber, le joueur peut tourner les boutons pour en diriger la trajectoire et ajuster le délai de retardement de la bombe. La machine peut être réglée afin de tirer une seule ou plusieurs fois, à un intervalle régulier que le joueur peut ajuster. Le joueur doit finalement toucher une cible dessinée sur le film transparent avec une explosion dans un temps limité,, en usant de trajectoires éloignées des lignes rectilignes, « ce qui nécessite plus de maîtrise et de concentration ».

## Histoire du développement
Le Cathode-ray tube amusement device est inventé par les physiciens Thomas T. Goldsmith Jr. et Estle Ray Mann. Le duo travaille à l’époque comme concepteurs de télévision pour DuMont Laboratories, spécialisé dans le développement de tubes cathodiques qui utilisent des signaux de sortie électroniques pour projeter un signal sur un écran de télévision. Goldsmith, qui reçoit son philosophiæ doctor de l'université Cornell en 1936 grâce à la fabrication d'un oscilloscope lors de sa recherche doctorale, est également directeur de la recherche chez DuMont dans le New Jersey. Les deux inventeurs s'inspirent du système d’affichage de radars sur lesquels Goldsmith a travaillé pendant la Seconde Guerre mondiale,. Ils déposent une demande de brevet sur leur dispositif le 25 janvier 1947 et l’obtiennent le 14 décembre 1948, ce qui en fait le premier brevet déposé pour un jeu électronique. Celui-ci n’a cependant jamais été exploité par ses inventeurs ou par DuMont Laboratories et seul un prototype a été fabriqué,. Le brevet étant déposé en janvier 1947, le dispositif est probablement conçu à partir de 1946.

## Postérité

### Redécouverte fortuite du brevet
Aucun exemplaire du Cathode-ray tube amusement device n'a jamais été retrouvé, ni aucun modèle d'étude ou note d'intention. Ce maillon essentiel de l'histoire du jeu vidéo est d'ailleurs absent des musées ou expositions vidéoludiques qui fleurissent un peu partout, mettant plus Spacewar! ou Tennis for Two en exergue grâce à des recréations plutôt fidèles.
Jusqu'au début des années 2000, le Cathode-ray tube amusement device est inconnu du grand public et même inconnu de tous les historiens du jeu vidéo. Longtemps le brevet attribué en 1974 à Ralph Baer, désigné « père du jeu vidéo » grâce à sa Brown Box, est le seul à compter. En effet, le brevet du dispositif n'est retrouvé qu'en juin 2002, grâce à Ralph Baer et David Winter, un collectionneur français et connaisseur de la technologie des années 1970, alors qu'ils recherchent des prototypes de l'Odyssey dans les entrepôts de stockages d'archives de Magnavox. David Winter découvre alors un carton rempli de documents concernant le procès Magnavox et une chemise contenant le brevet. Paradoxalement, Winter mandaté par Baer afin d'essayer de trouver les preuves de sa paternité du jeu vidéo, met au jour un brevet encore plus ancien. Winter diffuse le brevet sur son site web à partir de 2005 et c'est à partir de ce moment que le Cathode-ray tube amusement device commence à prendre vie, en particulier sur Wikipédia en anglais où l'article « Histoire du jeu vidéo » se voit greffer un paragraphe nommé « Le commencement » (janvier 2006), dédié au dispositif de 1947. Par la suite, l'information est progressivement déployée sur Internet et reprise par les ouvrages des historiens du jeu vidéo, comme Mark Wolf ou Tristan Donovan.

### Impact limité
Selon l'historien Alex Magoun de l'Institute of Electrical and Electronics Engineers, Goldsmith a imaginé et fabriqué le prototype comme un exemple d’occasion commerciale pour DuMont, mais n’a jamais eu l’intention d’en lancer la production. Donald Patterson, un chercheur spécialiste dans l'histoire de DuMont, qui a connu Goldsmith et photographié un très grand nombre de ses inventions, affirme qu'il n'a jamais vu de jeu vidéo chez DuMont et qu'aucun jeu n'a été placé en production. Il rajoute que le brevet a sûrement été déposé par sécurité à des fins de protection, mais l'activité principale de Goldsmith se cantonnait uniquement au développement de la télévision, tout-comme le département pour lequel il travaillait, centré sur la recherche sur la télévision, les équipements de diffusion et le réseau télévisuel. Selon l'historien du jeu vidéo David Winter, le Cathode-ray tube amusement device aurait été trop coûteux à produire pour pouvoir le vendre à un prix grand public. Les retombées commerciales possibles étaient par ailleurs minimes, en raison du très faible taux de pénétration de téléviseurs durant l'après-guerre (seulement 0,4 % de la population américaine en 1948). Enfin, selon le professeur de physique William Brantley, qui fut son collègue d'enseignement dans les années 1960, Thomas Goldsmith estimait que son invention n'était pas « commode », notamment en raison de son volume important, de la chaleur générée, et des risques élevés de court-circuit.
Après avoir inventé ce dispositif, Goldsmith n'a semble-t-il jamais travaillé sur un autre jeu. En 1953, il est promu vice-président de DuMont puis quitte la société lorsqu’elle est revendue. En 1966, il est nommé professeur de physique à l'université Furman,. Il y ramène le prototype du Cathode-ray tube amusement device qu’il conserve depuis sa fabrication. Dans une interview publiée en 2016, Bill Brantley, un de ses collègues de l'université, déclare que Goldsmith lui a fait une démonstration du jeu. Le journal Le Monde rapporte une information discordante en janvier 2017, dans un article précisant que Goldsmith aurait présenté le prototype à Brantley et lui en aurait seulement expliqué le fonctionnement, sans en faire la démonstration.
Les spécialistes considèrent le Cathode-ray tube amusement device comme le plus ancien jeu électronique connu et comme le premier à proposer des graphismes avec un affichage électronique. À ce titre, il est considéré comme un précurseur dans la genèse et l'histoire du jeu vidéo et peut parfois prétendre au titre de premier jeu vidéo de l'histoire, suivant la définition qui en est faite,. Le Cathode-ray tube amusement device est cependant purement analogique et ne fonctionne pas sur un ordinateur, ce qui l’exclut de la plupart des définitions d’un jeu vidéo, malgré le fait qu’il propose un affichage graphique,,,. De plus, seul un prototype du Cathode-ray tube amusement device a été produit, et celui-ci n’a pas été médiatisé. Bien qu’il soit considéré comme un précurseur en la matière, il n’a donc pas inspiré d’autres jeux ni eu d’impact sur l'industrie vidéoludique,,. Si le Cathode-ray tube amusement device n'a pas d'effet sur l'histoire et l'industrie vidéoludique, certains jeux comportent un gameplay se rapprochant de celui-ci et certains médias n'hésitent pas à citer des jeux comme Worms, d'autres Missile Command d'Atari, certains comme Mark Wolf, historien du jeu vidéo, estiment qu'il est proche du jeu Combat de 1977 sur Atari 2600.
Le Cathode-ray tube amusement device est également pionnier en termes de jeu. Il n'est pas une adaptation d'un jeu existant, mais propose un système de jeu innovant, alors que ces prédécesseurs comme le Nimatron adaptant le jeu de Nim ou El Ajedrecista qui permet de jouer aux échecs la finale roi et tour contre roi seul, ou d'autres précurseurs qui reprennent le jeu de Nim, les dames, ou le tic-tac-toe, respectivement le Nimrod, le programme de dames de Christopher Strachey, et Bertie the Brain et OXO, s'inspirent de jeux de société.